# Song to Song
Song to Song è un film del 2017 scritto e diretto da Terrence Malick.
Tra gli interpreti principali figurano Michael Fassbender, Ryan Gosling, Rooney Mara, Cate Blanchett e Natalie Portman, affiancati da un cast corale. Il film racconta di due triangoli amorosi che si intersecano sullo sfondo della scena musicale di Austin, in Texas.

## Trama
Ad Austin, in Texas, due coppie molto diverse tra loro, gli aspiranti musicisti Faye e BV, il magnate dell'industria musicale Cook ed una giovane cameriera da lui irretita, inseguono il successo tra rock 'n' roll, seduzione e tradimento.

## Produzione

### Sviluppo
Nel novembre 2011, Malick ha annunciato il film e che sarebbe stato girato contemporaneamente ad un altro suo progetto, Knight of Cups (uscito infine nel 2015). Il film originariamente era intitolato Lawless, ma Malick ha permesso alla Weinstein Company e al regista John Hillcoat di utilizzare tale titolo per il loro film del 2012. Nel marzo 2015 è stato annunciato il nuovo titolo del film: Weightless. Nel febbraio 2016, la produttrice Sarah Green ha confermato che il titolo era stato cambiato nuovamente in Song to Song.

#### Cast
Nel novembre 2011, sono entrati nel cast Ryan Gosling, Christian Bale, Cate Blanchett, Rooney Mara ed Haley Bennett. Nel novembre 2012, Bérénice Marlohe è entrata nel cast in un ruolo tenuto segreto. Nel dicembre 2016, è stato annunciato che Iggy Pop, John Lydon, Arcade Fire, Alan Palomo, Iron & Wine, Fleet Foxes ed i Black Lips sarebbero comparsi nel film. Patti Smith interpreta sé stessa.
- Michael Fassbender: Cook
- Ryan Gosling: BV
- Rooney Mara: Faye
- Natalie Portman: Rhonda
- Cate Blanchett: Amanda
- Val Kilmer: Duane
- Bérénice Marlohe:  Zoey
- Florence Welch: Florence
- Lykke Li: Lykke

- Holly Hunter: Miranda
- Callie Hernandez: Julie
- Patti Smith: se stessa
- Tom Sturridge: fratello di BV
- Austin Amelio: fratello di BV
- Flea: se stesso
- Anthony Kiedis: se stesso
- Chad Smith: se stesso
- Josh Klinghoffer: se stesso

- Iggy Pop: se stesso
- Black Lips: se stessi
- John Lydon: se stesso
- Alan Palomo: se stesso
- Linda Emond: Judy
- Dora Madison Burge: Denise
- Spank Rock: se stesso
- Angela Bettis: Angela

Christian Bale, Haley Bennett, Benicio Del Toro, Arcade Fire, Iron & Wine, Fleet Foxes, Boyd Holbrook e Trevante Rhodes sono stati tagliati dalla versione finale del film.

### Riprese
Nel marzo del 2012, Alan Palomo dei Neon Indian ha girato delle scene per il film.
Le riprese principali sono cominciate nel settembre 2012 e si sono tenute ad Austin, in Texas. Ad ottobre, Mara, Michael Fassbender, Florence Welch ed Holly Hunter sono stati avvistati sul set. A novembre, Val Kilmer è stato avvistato sul set.
Christian Bale, impegnato principalmente sul set parallelo di Knight of Cups, dove interpreta il protagonista, è stato presente solo per tre giorni di riprese.

### Post-produzione
Michael Fassbender e Rooney Mara, come di consueto nei film di Malick, hanno provveduto alla narrazione del film. Sempre come di consueto nei film del regista, alcuni attori sono stati tagliati parzialmente o totalmente in fase di montaggio; Bale ha dichiarato che "purtroppo ho finito per girare solo tre o quattro giorni di film. Il che, visto che si parla di Terry [Terrence Malick ndr], vuol dire che probabilmente non mi vedrete affatto".

## Distribuzione
Il film è stato presentato in anteprima il 10 marzo al South by Southwest Film Festival e poi distribuito nelle sale cinematografiche statunitensi il 17 marzo da Broad Green Pictures. In Italia, invece, la distribuzione è stata curata da Lucky Red, che lo ha proiettato nelle sale dal 10 maggio dello stesso anno.